# Badaboum Théâtre
Le Badaboum théâtre est un théâtre pour jeune public fondé à Marseille en mars 1990 par Laurence Janner. Ses locaux sont situés 16, quai de Rive-Neuve dans le 7e arrondissement de la ville. La salle peut accueillir une centaine de spectateurs sauf mesures restrictives applicables, et présenter près de 20 morceaux classiques ou contemporains chaque saison. 
Il est exploité sous la forme d'une association reconnue d'utilité publique, ayant pour but de développer le goût du théâtre chez l'enfant, à la fois comme spectacle et comme apprentissage pratique, par le biais de l'analyse et de la didactique théâtrale. La troupe se produit également à l'extérieur de ses murs, notamment grâce aux festivals de théâtre.

## Historique
En août 1990, le Badaboum théâtre s'installe dans un ancien hangar à bateaux réhabilité et le premier spectacle a y être joué est Légende de Lune. Le lieu s'étendra par la suite avec deux salles de répétitions, un atelier, un entrepôt et un bureau.
À la présidence, Louis Dieuzayde, aujourd'hui maître de conférences en études théâtrales à l'Université de Provence,.
En 1993, le théâtre se produit au Jardin des Vestiges du Musée d'histoire de Marseille en y présentant le mythe fondateur de Marseille, Gyptis et Protis, devant 4 000 spectateurs.
La même année, le Badaboum crée le spectacle "Gaia, la terre", écrit par Jean-Luc Sornelier et interprété, entre autres, par Jean-Luc Sornelier (Le magicien) et Sophie D'Ancona (Gaia). Il sera joué aussi bien au Badaboum qu'à l'Opéra de Marseille devant plus de 1000 enfants.
En 1994, durant 3 semaines, ils jouent Peter Pan à bord du galion Neptune au quai du Vieux-Port attirant 8 000 spectateurs.
En 1997, le théâtre crée La Légende de Judo à la demande de la Fédération Française de Judo et jouera cette pièce à l'Astroballe de Lyon et au Palais des sports de Marseille.
En janvier 2005, l'association conçoit le festival "Avant-Garderie", un temps fort autour de l'enfance et de l'art (arts plastiques, cinéma, performance, théâtre, audio, vidéo).
En aout 2005, le théâtre s'exporte au Japon pour représenter la France au EU Theatre Arts for Children and Young Festival en y jouant Le Petit Chaperon rouge.
En avril 2008, il lance Latcho Divano, premier festival marseillais consacré à la culture tsigane,,.
En 2010, avec sa pièce Rumpelstiltskin, le théâtre obtient outre le Grand Prix du Jury au festival d'Asilah (Maroc), le Prix d'interprétation féminine, le Prix des costumes, le Prix des effets, le Prix de la scénographie ainsi que le Prix de la musique. En 2011, avec cette même pièce, le théâtre obtient le Grand Prix du Jury et le Prix d'interprétation féminine lors du festival de Nador (Maroc),,. 
En février 2011, ils présentent Pierre et le Loup au Muséum d'histoire naturelle de Marseille du Palais Longchamps,.
En 2012, création de Soundiata, mis en scène par Eva Doumbia,.
En janvier 2016, leur création Les doigts d'une main ne sont pas semblables, ainsi en est-il des enfants d'une même famille est présentée à l'Institut Français de Meknès (Maroc) et en Mai, au Théâtre Silvain,,. Elle sera ensuite présentée au festival de Taza (Maroc), au festival de Tès (Maroc), au festival d'Asilah (Maroc), de Nador (Maroc) et au festival de Mazoon (Sultanat d'Oman).
Le 12 mars 2020, le théâtre devait fêter ses 30 ans juste avant le confinement national décrété en raison de la pandémie de COVID-19.

## Représentations et créations
- Contes

La Belle et la Bête
Tabagnino, le petit bossu
La Barble-Bleue
Rumpelstiltskin, le petit lutin
Blanche Neige
- Textes classiques

Adaptés pour les rendre accessibles au jeune public,.
Cyrano
La farce de Maître Pathelin
Les Merveilleuses Aventures du Père Ubu
- Textes contemporains

L'homme à l'oreille coupée
Mais que peuvent bien faire l'été les lutins du Père Noël ?

## Célébrités
- Alice Pol[41],[42] en tant qu'ancienne élève.
- Frédéric Schulz-Richard[43] en tant qu'acteur récurrent.
- Stéphane Arcas à la scénographie et la mise en scène[44].